# Appropriation illégitime
Ne doit pas être confondu avec enrichissement illégitime.
L'appropriation illégitime est un délit pénal d'infraction contre le patrimoine en droit suisse.
Prévu à l'article 137 du Code pénal, c'est l'infraction de base des autres infractions contre le patrimoine comme le vol ou le brigandage. L'appropriation illégitime ne requiert en effet pas, au contraire du vol, la rupture de la possession antérieure et la création d'une nouvelle possession.

## Cas notoires
- Affaire Buttet, où Yannick Buttet est condamné par ordonnance pénale pour l'appropriation illégitime d'une clé.